# Somatidia nitida
Somatidia nitida är en skalbaggsart som beskrevs av Thomas Broun 1880. Somatidia nitida ingår i släktet Somatidia och familjen långhorningar. Inga underarter finns listade i Catalogue of Life.